# Est-Ouest
Pour plus de détails, voir Fiche technique et Distribution.
Est-Ouest est un film français, coproduit par la Russie, l'Ukraine, la Bulgarie, l'Espagne, le Portugal et le Brésil, réalisé par Régis Wargnier, sorti en 1999.

## Synopsis
En juin 1946, Staline propose à tous les ressortissants russes qui ont fui la révolution bolchevique de 1917 et qui se sont réfugiés à l'Ouest de revenir s'établir en URSS. Comme beaucoup d'autres citoyens installés en France, Alexeï Golovine, un médecin, répond favorablement à cet appel et décide de rejoindre sa terre natale avec son épouse française, Marie et leur fils, Serioja. Mais dès son arrivée à Kiev, en Ukraine, le couple réalise qu'il est pris au piège. Alexeï et Marie doivent désormais faire face à la réalité du régime communiste. Mais tandis qu'Alexeï semble s'accommoder de sa nouvelle vie en URSS, Marie n'aura de cesse de lutter pour revenir en France.

## Fiche technique
- Titre : Est-Ouest
- Réalisation : Régis Wargnier
- Scénario : Roustam Ibraguimbekov, Sergueï Bodrov, Louis Gardel et Régis Wargnier.
- Photo : Laurent Dailland
- Musique : Patrick Doyle
- Costumes : Pierre-Yves Gayraud
- Montage : Hervé Schneid
- Pays d'origine :  France |  Russie |  Ukraine |  Bulgarie |  Espagne |  Portugal |  Brésil.
- Genre : drame
- Format : couleur - 1:85 - Stéréo
- Durée : 121 minutes
- Date de sortie : 1er septembre 1999

## Distribution
- Oleg Menchikov : Alexeï Golovine
- Sandrine Bonnaire : Marie Golovine
- Catherine Deneuve : Gabrielle Develay
- Sergueï Bodrov : Sacha Vassiliev
- Ruben Tapiero : Serioja à 7 ans
- Erwan Baynaud : Serioja à 14 ans
- Grigori Manoukov : Pirogov
- Tatiana Doguileva : Olga
- Bohdan Stoupka : Colonel Boïko
- Meglena Karalambova : Nina Fiodorovna
- Banko Bankov (bg) : l'agent de la police politique
- Atanas Atanassov (bg) : Viktor
- René Féret : Jean-Louis - l'ambassadeur de France en Bulgarie
- Tania Massalitinova (bg) : Alexandrovna
- Valentin Ganev (en) : Volodia Petrov
- Nikolaï Binev (en) : Sergueï Kozlov
- Daniel Martin : le capitaine turc
- Hubert Saint-Macary : l'attaché culturel de l'ambassade
- Jauris Casanova : Fabiani
- Joël Chapron : l'interprète au théâtre
- François Caron : le policier français au TNP
- Marie Verdi : l'habilleuse

## Tournage
Le film a été partiellement tourné à Kiev, notamment les scènes de natation sur le Dniepr. Le bateau ayant servi de décor est toujours amarré à l'une des îles de ce fleuve.

## Distinctions
- Est-Ouest a notamment été nommé pour le César du meilleur film et pour l'Oscar du meilleur film en langue étrangère en 2000. Régis Wargnier a reçu une étoile d'or du cinéma français pour ce film.
- L'actrice principale Sandrine Bonnaire a été nommée pour le César de la meilleure actrice.